# 프랭클린 & 배쉬
프랭클린 & 배쉬(Franklin & Bash)는 2011년 6월 1일부터 2014년 10월 22일까지 방영된 드라마이다.